# Porxos de la plaça de l'Església (Gandesa)
Els Porxos de la plaça de l'Església és una obra de Gandesa (Terra Alta) inclosa a l'Inventari del Patrimoni Arquitectònic de Catalunya.

## Descripció
Constitueixen la continuació del carrer Pes Vell. El parament interior està format per les cases que estan sobre d'ell. Està en estat molt deformat per les diferents actuacions. El sostre és d'entramat de fusta i maó amb bigues d'acer per sota com a reforç. El sòl és d'empedrat.
Els arcs, en número de set, són de mig punt sobre pilars de pedra, la major part octogonals, formant capitell superior amb àbacs.
Hi ha una làpida present a l'exterior, els data al 1837, encara que el seu origen és medieval, a una zona comercial. El carrer Pes Vell estava ple de sitges fins no fa molt (1982).